# Рельсовая война в Беларуси (2022)
В конце февраля 2022 года в СМИ появились первые сообщения о диверсиях на белорусских железных дорогах с целью вывода из строя перевозимых по железной дороге живой силы, техники и материальных средств военного назначения, которая предназначалась для проведения военных действий на территории Украины. В трёх белорусских областях было уничтожено сигнальное оборудование, а железнодорожные пути были заблокированы. В результате этих операций была нарушена работа нескольких отделений белорусской железной дороги. С этих дней диверсии приобрели массовые масштабы, и диверсии были совершены на многих железнодорожных путях в южных областях Беларуси.

## История
24 февраля 2022 года в 05:30 по московскому времени российские государственные телеканалы начали транслировать обращение президента Российской Федерации Владимира Путина, после чего было начато вторжение России на Украину.

Белорусская организация оппозиции BYPOL начал ряд акций прямого действия, направленных против тылового обеспечения российских войск с использованием белорусской инфраструктуры. Отдельные ячейки сторонников BYPOL получили инструкции по уничтожению транспортной инфраструктуры на белорусской железной дороге. В Брестской, Гомельской и Могилевской области было уничтожено сигнальное оборудование, а железнодорожные пути были заблокированы. За часть реализованных акций ответственность взял BYPOL. По их данным, в результате этой операции была нарушена работа нескольких отделений белорусской железной дороги. РЖД запретила движение своих поездов, в том числе военных эшелонов, по территории Беларуси в ночное время, а белорусские машинисты массово отказываются от управления локомотивами и выезда на перегоны. По заявлению BYPOL:
Наш долг — и в наших силах — делать реальные вещи, чтобы остановить [войну], освободиться от оккупации российских войск и восстановить доброе имя наших предков. «Рельсовая война» — это знания, которые нам достались по наследству, это то, что мы умеем и что под силу каждому из нас.
О необходимости «рельсовой войны» говорил и советник руководителя Офиса президента Украины Алексей Арестович, обращавшийся к белорусам. По его словам, самыми важными направлениями, на которые следует обращать внимание, являются Крым — Мелитополь, Крым — Херсон, Валуйки — Купянск, Гомель — Киев (общее направление). Он отмечал, что срыв снабжения российских войск по железным дорогам может радикально изменить ситуацию, особенно на направлении Крым — Мелитополь, по которому Россия снабжает группировку, штурмующую Мариуполь.

## Хронология событий

### 26 февраля
На перегоне Талька — Верейцы выведены из строя устройство автоматики и телемеханики СЦБ.

### 27 февраля
Было выведено из строя устройство автоматики и телемеханики СЦБ вблизи станции Борисов.
Накануне референдума сообщество Киберпартизанов Беларуси заявило, что внутренняя сеть БЖД атакована, все сервисы не работают (похожая кибератака была в январе, тогда на устранение неполадок ушло несколько недель). Также появилась информация и про остановку работы диспетчерской централизации «Неман» и сопутствующего программного обеспечения. «Неман» — это программно-аппаратный комплекс, который управляет движением поездов из одного центрального пункта при помощи средств автоматики и телемеханики. Система критически важна, при выходе её из строя управлять движением на железной дороги можно только вручную. В результатате этого спустя несколько дней перестали работать сервисы покупки билетов онлайн, кассирам приходилось выписывать их вручную, из-за чего в кассах вокзалов собирались огромные очереди.

### 28 февраля
На перегоне Талька — Верейцы выведено устройство автоматики и телемеханики СЦБ.

### 1 марта
На перегоне Останковичи — Жердь уничтожен релейный шкаф управления СЦБ. Также были уничтожены путём поджога два шкафа управления СЦБ на участках обслуживания Барановичского и Гомельского отделений БелЖД, чем была нарушена работа светофоров и стрелочных переводов и заблокировано движение на данных участках железной дороги. Также на участке обслуживания Могилёвского отделения БелЖД проведено закорачивание рельсовой цепи проволокой.
В ночь с 1 на 2 марта в Столбцах задержали мужа и жену, которые на железнодорожных путях подожгли брёвна. Как стало известно правозащитникам «Весны», это Сергей и Екатерина Глебко. У них трое несовершеннолетних детей. На «покаянном» видео заметно, что Сергей избит.
«Мужчина все снимал на мобильный с соответствующим комментарием, где открыто высказывал свои террористические намерения. Ему грозит до 20 лет лишения свободы», — пишет МВД. «Положил два полена на пути, так как насмотрелся телеграм-каналов и был не согласен, хотел как бы выразить свою поддержку и поджёг эти полена», — говорит мужчина на видео.
Против Сергея Глебко возбуждено уголовное дело по ст. 289 УК (акт терроризма).

### 2 марта
2 марта сотрудники ГУБОПиКа в Осиповичах задержали 43-летнего местного жителя. По сведениям правозащитников, это Алексей Шишковец. Теперь он находится в могилёвском СИЗО № 4.
Согласно информации МВД, в начале 2022 года мужчина «вошёл в состав экстремистского формирования BYPOL, авторизовавшись в мобилизационном чат-боте для совершения противоправных действий в Беларуси». 1 марта он якобы получил указания по блокировке железнодорожных путей, а также по изготовлению и использованию «коктейлей Молотова».
«Он выразил активную готовность содействовать акциям прямого действия на объектах железной дороги в районе города Осиповичи с целью проведения диверсий и недопущения продвижений эшелонов с военной техникой», — говорит начальник могилёвского областного управления ГУБОПиК МВД Михаил Сухачёв.
Против Алексея возбудили уголовное дело за участие в экстремистском формировании с целью совершения преступлений экстремистской направленности (ст. 361-1 УК).
Также 2 марта в Жодине задержали ещё одного «рельсового партизана» — мужчину 35 лет.
В этот же день Киберпартизаны Беларуси заявили, что атаковали центр управления перевозками БЖД. Была затронута система «Неман», перестали работать системы «График исполненного движения», «Блокнот руководителя», «Абонентский пункт», автоматизированная система «Автодиспетчер» и другое сопутствующие программное обеспечение. Соответственно, многие операции приходилось делать вручную, что также сильно замедляет движение поездов.

### 4 марта
4 марта в Светлогорске задержали трёх местных жителей. Как утверждает пресс-служба МВД, 29-летний житель Светлогорска вместе с двумя знакомыми вечером 28 февраля пришли на железнодорожный перегон за городом, двое из них облили горючей смесью релейный шкаф сигнальной установки и подожгли его — оборудование выгорело. На них завели уголовное дело за совершение акта терроризма.
Со 2 марта в Светлогорске проходили обыски в связи с сожжённым оборудованием. Тогда на перегоне Останковичи — Жердь гомельского отделения Белорусской железной дороги был сожжён релейный шкаф сигнализации, централизации и блокирования (СЦБ), и в итоге светофоры и стрелочные переводы на этом участке были приведены в нерабочее состояние. Перегон Останковичи — Жердь находится на линии Жлобин — Калинковичи, которая затем продолжается на Овруч (Житомирская область Украины). Линия была построена как кратчайший путь для воинских эшелонов в сторону Украины во время Первой мировой войны.
Правозащитникам известно, что 4 марта в Светлогорске были задержаны супруги Дмитрий и Наталья Равич, брат Натальи Денис Дикун и его девушка Алиса Молчанова и её отец Олег Молчанов. На данный момент Дмитрий Равич, Денис Дикун и Олег Молчанов арестованы, Алису и Наталью отпустили.
В провластных телеграм-каналах появилось «покаянное» видео с Денисом Дикуном, на котором он выглядит избитым. Он говорит, что по указанию BYPOL поджёг ещё с двумя людьми 28 февраля шкаф сигнальной установки на перегоне Жердь — Останковичи.
Следственный комитет в этот же день сообщил о задержании 30-летнего жителя Светлогорска. СК утверждает, что он действовал в сговоре со своим родственником, который после событий августа 2020 года уехал из Беларуси в Литву, где скрывался от уголовного преследования. От BYPOL задержанный якобы «получил задание осуществить акты терроризма на железной дороге». СК утверждает, что задержанный имел «подробные инструкции и видеоуроки по изготовлению орудий преступления и совершению терактов на железнодорожных объектах».

### 6 марта
6 марта сотрудники ГУБОПиКа и ОМОНа задержали жителя Витебска по обвинению в подготовке акта терроризма. По данным МВД, мужчина планировал выведение из строя систем, обеспечивающих безопасность железнодорожного движения.
По информации железнодорожного телеграм-канала @bel_zhd, задержанным является сотрудник Витебской дистанции сигнализации и связи УП «Витебское отделение Белорусской железной дороги» Сергей Коновалов. Сообщество железнодорожников сообщает, что мужчина был задержан после конфликта на работе:
«Накануне задержания Коновалов вступил в конфликт с заместителем начальника дистанции сигнализации и связи по идеологии, бывшим начальником транспортной милиции, Глячковым В. А. (с которым раньше уже конфликтовал). Глячков с ведома начальника дистанции Селионова И. В. сообщил в ГУБОПиК и КГБ о подготовке данным работником диверсии, в результате чего Коновалова и арестовали без каких-либо на то реальных оснований».
По информации МВД, Коновалов имел доступ к указанному оборудованию, но, как пишет «Live. Сообщество железнодорожников Беларуси», он работал не на перегонах, а только в здании.
Против мужчины было возбуждено уголовное дело за подготовку к акту терроризма.

### 12 марта
Белорусская железная дорога заявила, что починила сервисы продажи билетов. На это ушло две недели.

### 15 марта
На перегоне Доманово — Лесная выведены из строя устройства автоматики и телемеханики СЦБ.

### 16 марта
На перегоне Фариново — Загатье (Витебское отделение) уничтожен релейный шкаф СЦБ. В результате был нарушен график движения поездов, в том числе военного назначения.
Ответственность за акции на перегонах Доманово — Лесное и Фариново — Загатье взял BYPOL.

### 17 марта
Ночью по станции Орша-Центральная из релейного шкафа неизвестными были демонтированы и похищены 6 сигнальных трансформаторов типа СОС2-50. В связи с этим с 21:36 до 03:00 было остановлено железнодорожное сообщение в этом направлении.

### 18 марта
18 марта в Орше за повреждение железнодорожных путей задержан местный сотрудник железной дороги. На провластном телеграм-канале с ним появилось «покаянное» видео. Однако лицо мужчины не показали, а фамилию не назвали. Сам задержанный на видео признался, что украл тягу ручного тормоза на грузовом вагоне.

### 25 марта
25 марта на перегоне Борисов — Новосады (Минское отделение Белорусской железной дороги) были сожжены 2 релейных шкафа сигнализации, централизации и блокирования (СЦБ).
Telegram-канал сообщества железнодорожников Беларуси сообщает, что 24 марта Комитет государственной безопасности РБ располагал сведениями о готовящейся диверсии на остановочном пункте Роща (перегон Минск-Сортировочный — Помыслище). В итоге туда были направлены силы для охраны этого района. Но в это время диверсанты готовились к проведению диверсионной операции между остановочными пунктами Березина и Неманица на перегоне Новосады — Борисов, которую в итоге и провели.

### 27 марта
27 марта были задержаны три помощника машиниста локомотивного депо «Гомель». С обысками ко всем пришли сотрудники КГБ.

### 28 марта
28 марта BYPOL заявил о проведении ещё одной операции. На перегоне между остановочным пунктам Советский и станцией Верейцы, в районе расположения нейтральной вставки, были выведены из строя устройства сигнализации, централизации и блокировки (СЦБ). Эту информацию позже подтвердило МЧС Беларуси.
В этот же день был задержан прямо в помещении железнодорожного депо в Гомеле один из машинистов локомотивов. Впоследствии профсоюз узнал, что он арестован и помещён в СИЗО КГБ.

### 29 марта
29 марта в одном из провластных телеграм-каналов «жёлтые сливы» появились «покаянные видео» 38 человек. Как утверждается, все они были подписаны на телеграм-канал «Live. Сообщество железнодорожников Беларуси», чат которого в Беларуси признан экстремистским формированием и широко освещал диверсии на белорусской железной дороге.

Представитель белорусской организации «Рабочы Рух» по Белорусской железной дороге Сергей Войтехович сообщил:
В постановлениях были написаны статьи «Измена родине», «Шпионаж», «Подготовка к акту терроризма» и «Акт терроризма». Насколько я знаю, двух помощников машинистов отпустили. Третьего отвезли в Минск в СИЗО КГБ. Где сейчас находится машинист, неизвестно. Говорят, что у него обнаружили закрытый чат, который он администрировал.

### 30 марта
Ночью 30 марта 2022 года на перегоне Савичи — Березина (участок Осиповичи — Гомель) вблизи остановочного пункта Бабино были вскрыты два релейных шкафа (один из них успели поджечь). В это время в лесополосе находилась патрульная группа Внутренних войск. Патрульными был открыт огонь из боевого оружия по партизанам. Партизанам удалось скрыться от преследования.

## Результаты
В результате первой волны проведённых акций, опасаясь диверсий, РЖД прекратила транзит военных эшелонов по территории Беларуси, а белорусские машинисты массово отказываются от управления локомотивами и выезда на перегоны. Стоимость одного релейного шкафа составляет десятки тысяч долларов США, а «ремкомплектов» для замены уничтоженных шкафов в Беларуси осталось единицы.
Появились сведения о том, что российские войска начали перевозить боеприпасы для большей маскировки в полувагонах (полувагоны в основном едут накрытые тентами), которые для этого не предусмотрены, что нарушает нормы безопасности по перевозке опасных грузов. Обозначений, что в группе вагонов перевозится груз с 1 классом опасности, нет.
19 марта глава правления «Укрзализныци» Александр Камышин сообщил, что железнодорожного сообщения между Беларусью и Украиной больше нет, и поблагодарил за это честных работников железной дороги Беларуси:
Я недавно обращался с призывом к белорусским железнодорожникам не выполнять преступные приказы и не вести российские военные эшелоны в сторону Украины. На сегодняшний день я могу сказать, что ж/д сообщения между Украиной и Беларусью нет.
По словам представителя белорусской организации «Рабочы Рух» по Белорусской железной дороге Сергея Войтеховича, когда был первый всплеск поломок сразу же между первой и второй кибератаками, удалось замедлить движение поездов. Управление военных сообщений из ФСБ России временно приостановили продвижение воинских эшелонов с боеприпасами и провизией. Позже они стали прятать боеприпасы и провизию под видом обычных грузов типа стеклотары, труб или какого-то другого груза. Также цепляют свои вагоны в обычные грузовые поезда. Кроме того, усилилось патрулирование дороги. На Гомельском направлении, к примеру, дежурит спецназ из части 3214.

## Реакция
В белорусском МВД не стали скрывать, что причиной этих нападений стала война Российской Федерации против Украины. После первых случаев заместитель министра внутренних дел Беларуси Казакевич заявил:
Предупреждаем всех, кто даже подумает совершать любые противоправные действия на Белорусской железной дороге: все они будут квалифицированы как акт терроризма, реакция будет максимально жесткой. Призывая к миру на Украине, они фактически призывают к войне и совершению терактов в нашей стране. Приведенные факты мы расцениваем как акты терроризма. И несут они угрозу, в первую очередь, не государству, а людям.
В Беларуси массово блокировали железную дорогу в 2020 и 2021 годах после последних президентских выборов. Впрочем, тогда на «рельсовых партизан» возбуждалось уголовное дело по более мягким статьям, например, по ст. 309 («Умышленное исключение транспортного средства или путей сообщения»).
После возобновления диверсий на инфраструктуре Белорусской железной дороги по ночам на некоторых перегонах и станциях стали дежурить патрули, состоящие из военнослужащих внутренних войск. На некоторых участках железной дороги поставили по 2-3 силовика к каждому релейному шкафу.
После начала войны задержали минимум восемь белорусов за подозрение в срыве графика движения российских поездов с оружием и причастных к физическому повреждению инфраструктуры железной дороги в Беларуси.
Стало известно, что с 19 марта спецназ внутренних войск будет задействован для оказания помощи по контролю за железнодорожными путями и инфраструктурой БелЖД на юге Республики Беларусь (Гомельская и Брестская область). Патрули ходят в гражданской одежде, при себе имеют оружие и рации с GPS-трекерами, проживают в палатках недалеко от железнодорожной инфраструктуры.
Действия белорусских партизан вдохновили к подобным действиям радикальных активистов в России.
В декабре 2022 года фигуранты первого дела «рельсовых партизан» получили от 21 до 23 лет колонии.